# 7차원
7차원(七次元)은 6차원 다음의 차원으로 수학에서 n개의 실수로 이루어진 수열은 n차원 공간의 위치를 뜻한다. 특히 n = 7일 때, 그러한 모든 위치의 집합을 7차원 공간이라고 한다. 종종 그러한 공간은 거리에 대한 개념 없이 벡터 공간으로 연구되기도 한다.

## 관련 공식
7차원 유클리드 공간의 6차원 구 또는 초구는 한 점에서 등거리에 있는 6차원 표면이으로 반지름이 r인 6구에 대한 공식 정의가 있는 기호 S6을 갖는다.
{\displaystyle S^{6}=\left\{x\in \mathbb {R} ^{7}:\|x\|=r\right\}.}
이 6개 구로 둘러싸인 공간의 부피를 구하는 식은 다음과 같다.
{\displaystyle V_{7}\,={\frac {16\pi ^{3}}{105}}\,r^{7}}

## 그림 분야에서
7차원은 그리기는 매우 복잡하지만 근접하게 그릴 수 있다.

## 같이 보기
- 1차원
- 2차원
- 3차원
- 4차원
- 5차원
- 6차원
- 7차원